# Rookery Building
Het Rookery Building is een wolkenkrabber in Chicago, Verenigde Staten. Het staat op 209 South LaSalle Street en werd tussen 1885 en 1888 gebouwd. Op 5 juli 1972 werd het gebouw tot een Chicago Landmark benoemd. Op 15 mei 1975 werd het een National Historic Landmark en op 17 april 1970 kwam het in het National Register of Historic Places.

## Ontwerp
Het Rookery Building dankt zijn naam aan het gebouw dat voor de bouw op dezelfde plek stond. Dit gebouw bood onderdak aan veel duiven. Het gebouw is 55,02 meter hoog en telt 11 verdiepingen. Het is door Daniel Burnham  en John Wellborn Root ontworpen en bevat naast kantoren ook winkels.
In 1905 kreeg Frank Lloyd Wright de opdracht de lichthal van het gebouw te moderniseren. Wright gaf de ruimte elementen die kenmerkend zijn voor de prairiestijl.